# Eureka-Gletscher (Alaska)
Der Eureka-Gletscher ist ein Gletscher im US-Bundesstaat Alaska an der Südflanke der nördlichen Alaskakette.

## Geografie
Der 11,8 km lange Talgletscher hat sein Nährgebiet auf einer Höhe von 2100 m an der Ostflanke des 2713 m hohen Cumberland Peak. Der Gletscher strömt in südlicher Richtung, nimmt von links und rechts Tributärgletscher auf, und endet auf einer Höhe von ungefähr 1100 m. Die 2,1 km breite Gletscherzunge bildet sowohl die Quelle des Eureka Creek, der nach Osten zum Delta River fließt, als auch des East Fork Maclaren River, der nach Westen zum Maclaren River fließt. Der Gletscher ist im Rückzug begriffen.